# Apuleu (tribú de la plebs)
|  | No s'ha de confondre amb Luci Apuleu Saturní (tribú 102 aC). |

Apuleu (llatí: Appuleius) va ser un magistrat romà del segle i aC. Formava part de la Gens Apuleia, una família romana d'origen plebeu i patrici.
Va ser proscrit pels triumvirs l'any 43 aC i va fugir amb la seva dona a Sicília. És probablement el mateix Apuleu de què parla Apià, i diu que va ser tribú de la plebs.